# Ülker
Ülker è un importante produttore turco di prodotti alimentari, che vengono esportati a livello internazionale, in 110 paesi. I prodotti principali dell'azienda sono biscotti, cracker e cioccolatini, sebbene Ülker si sia esteso ad altre categorie di prodotti. Il 3 novembre 2014 è stato annunciato che la società madre di Ulker, Yıldız Holding, ha accettato l'acquisto di United Biscuits of UK per 2,2 miliardi di sterline.
Uno dei suoi prodotti più recenti è Cola Turka, introdotta sul mercato turco nel 2003. La pubblicità di Cola Turka comprendeva l'attore Chevy Chase e secondo fonti locali Coca-Cola ha tagliato del 10% i suoi prezzi a causa del successo del lancio di Cola Turka.
Ülker ha ricevuto il premio "Candy Company of the Year in Europe" dall'European Candy Kettle Club nel 2004. Nel dicembre 2007 la società ha accettato di acquisire Godiva Chocolatier da Campbell Soup Co. per $ 850 milioni.
Nel 2016, Yıldız Holding ha trasferito il 51% delle azioni di Ülker al suo nuovo business globale Pladis.

## Storia

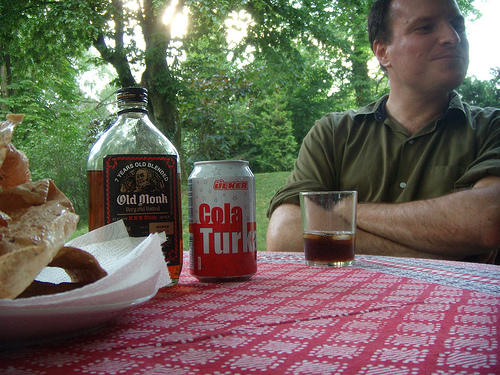
Una lattina di Cola Turka

Ülker è stata fondata nel 1944 da Sabri e Asim Ülker, due fratelli i cui genitori emigrarono in Turchia dalla Crimea, iniziando le operazioni a Istanbul come piccola pasticceria. Nel 1948 fu aperta una fabbrica. Nel 1970 Ülker si espanse per esportare nel mercato del Medio Oriente, nella produzione di cioccolato e nell'inscatolamento. Alla fine del XX secolo, Ülker produceva margarina, olio vegetale e prodotti caseari. Nel 2002, Ülker si è diversificato in bevande gassate e nel 2003 ha aggiunto alla sua gamma di prodotti caffè turco, gelato e alimenti per l'infanzia.
La società impiega oltre 41.000 persone e si è piazzata quinta nell'elenco dei produttori di maggior successo in Turchia nel 2001, mentre Coca-Cola è scesa al nono posto. Le vendite di Ülker raggiungono $ 1,5 miliardi a livello internazionale.